# Săbăreni (gmina)
Săbăreni – gmina w Rumunii, w okręgu Giurgiu. Obejmuje tylko jedną miejscowość Săbăreni. W 2011 roku liczyła 2864 mieszkańców. 